# Kristina Hautala
Kristina Hautala (Stoccolma, 28 giugno 1948) è una cantante finlandese.
Ha rappresentato la Finlandia all'Eurovision Song Contest 1968 con il brano Kun kello käy.

## Carriera
Nata nella capitale svedese da genitori finlandesi, Kristina Hautala è salita alla ribalta nella primavera del 1966 con il suo singolo di debutto En koskaan, una versione in lingua finlandese del singolo di Dusty Springfield You Don't Have to Say You Love Me.
Nel 1968 ha partecipato al programma di selezione del rappresentante finlandese all'Eurovision Song Contest. Dopo aver vinto con il suo inedito Kun kello käy, ha preso parte alla finale eurovisiva a Londra, dove si è piazzata all'ultimo posto congiunto con i Paesi Bassi con un solo punto totalizzato. La cantante ha fatto ritorno a Stoccolma nel 1972, dove ha concluso gli studi universitari, per poi lavorare come psicologa, pur continuando a dedicarsi saltuariamente alla musica.

## Discografia

### Album
- 1968 – Kristina & Lasse (con Lasse Mårtenson)
- 2003 – Hetki tää (con il Matti Viita-aho Group)

### Raccolte
- 1996 – En koskaan

### Singoli
- 1966 – En koskaan/Divarin helmi
- 1966 – Jokainen hetki/Sä oot vain työtä räätälin
- 1967 – Kuinkas hurisee?/En katso naamion taa
- 1967 – Rakkautta vain/Sain sulta sanan
- 1967 – Raudanluja/Voinko luottaa
- 1967 – Entinen jää/Kenen syy, kenen syy?
- 1968 – Kun kello käy/Kielletyt käskyt
- 1968 – Kysyn vain
- 1968 – Tienristeyksessä/Näen silmistäs sen
- 1969 – Oi oi oi
- 1970 – Vain hän